# Match des Étoiles de la Ligue majeure de baseball 1986
Le match des Étoiles de la Ligue majeure de baseball 1986 (MLB All-Star Game) est la 57e édition de cette partie annuelle qui oppose les meilleurs joueurs de la Ligue nationale et de la Ligue américaine, les deux composantes du baseball majeur.
L'événement a eu lieu le 15 juillet 1986 à l'Astrodome de Houston devant une foule de 45 774 spectateurs. C'était la deuxième fois que la classique annuelle était disputée à Houston.
Les lanceurs des deux formations ont excellé au monticule, n'allouant, de part et d'autre, que cinq coups sûrs à l'équipe adverse. Profitant de trois manches parfaites du partant Roger Clemens des Red Sox de Boston, l'équipe de la Ligue américaine a remporté l'affrontement par la marque de 3 à 2. C'était la première des onze sélections de Clements au match des Étoiles et sa performance lui a valu le titre de joueur le plus utile (MVP).
Les lanceurs de la Ligue nationale ont aussi démontré leur savoir-faire, enregistrant douze retraits au bâton. Cette performance égalait la performance des lanceurs de la Ligue nationale de 1934 et de 1959 et des lanceurs de la Ligue américaine de 1956. Parmi les artilleurs de la Ligue nationale, la performance du droitier Fernando Valenzuela des Dodgers de Los Angeles a retenu particulièrement l'attention. Valenzuela a amélioré sa performance du match des Étoiles de 1984 en retirant successivement cinq frappeurs sur des prises pour ainsi égaler l'exploit réalisé par Carl Hubbell en 1934.
D'autre part, le joueur de premier but Wally Joyner des Angels de la Californie est devenu le quinzième joueur recrue de l'histoire des Ligues majeures à faire partie de l'alignement partant du match des Étoiles, mais le tout premier à être élu sur cet alignement par le public.

## Alignements partants

### Ligue américaine
| Joueur           | position            | équipe                  |
| ---------------- | ------------------- | ----------------------- |
| Kirby Puckett    | voltigeur de centre | Twins du Minnesota      |
| Rickey Henderson | voltigeur de gauche | Yankees de New York     |
| Wade Boggs**     | troisième but       | Red Sox de Boston       |
| Lance Parrish    | receveur            | Tigers de Detroit       |
| Wally Joyner     | premier but         | Angels de la Californie |
| Cal Ripken Jr    | arrêt-court         | Orioles de Baltimore    |
| Dave Winfield    | voltigeur de droite | Yankees de New York     |
| Lou Whitaker     | deuxième but        | Tigers de Detroit       |
| Roger Clemens    | lanceur             | Red Sox de Boston       |

- Wade Boggs a remplacé George Brett des Royals de Kansas City, élu par la public mais blessé lors du match

### Ligue nationale
| Joueur            | position            | équipe                   |
| ----------------- | ------------------- | ------------------------ |
| Tony Gwynn        | voltigeur de gauche | Padres de San Diego      |
| Ryne Sandberg     | deuxième but        | Cubs de Chicago          |
| Keith Hernandez   | premier but         | Mets de New York         |
| Gary Carter       | receveur            | Mets de New York         |
| Darryl Strawberry | voltigeur de droite | Mets de New York         |
| Mike Schmidt      | troisième but       | Phillies de Philadelphie |
| Dale Murphy       | voltigeur de centre | Braves d’Atlanta         |
| Ozzie Smith       | arrêt-court         | Cardinals de Saint-Louis |
| Dwight Gooden     | lanceur             | Mets de New York         |

## Effectifs

### Ligue américaine
| Joueur           | position      | équipe                  |
| ---------------- | ------------- | ----------------------- |
| Don Aase         | lanceur       | Orioles de Baltimore    |
| Harold Baines    | voltigeur     | White Sox de Chicago    |
| Jesse Barfield   | voltigeur     | Blue Jays de Toronto    |
| Jose Canseco     | voltigeur     | Athletics d'Oakland     |
| Tony Fernandez   | arrêt-court   | Blue Jays de Toronto    |
| Rich Gedman      | receveur      | Red Sox de Boston       |
| Willie Hernandez | lanceur       | Tigers de Detroit       |
| Teddy Higuera    | lanceur       | Brewers de Milwaukee    |
| Charlie Hough    | lanceur       | Rangers du Texas        |
| Brook Jacoby     | voltigeur     | Indians de Cleveland    |
| Don Mattingly    | premier but   | Yankees de New York     |
| Lloyd Moseby     | voltigeur     | Blue Jays de Toronto    |
| Eddie Murray     | premier but   | Orioles de Baltimore    |
| Jim Presley      | troisième but | Mariners de Seattle     |
| Jim Rice         | voltigeur     | Red Sox de Boston       |
| Dave Righetti    | lanceur       | Yankees de New York     |
| Ken Schrom       | lanceur       | Indians de Cleveland    |
| Frank White      | deuxième but  | Royals de Kansas City   |
| Mike Witt        | lanceur       | Angels de la Californie |

### Ligue nationale
| Joueur              | position      | équipe                   |
| ------------------- | ------------- | ------------------------ |
| Kevin Bass          | voltigeur     | Astros de Houston        |
| Hubie Brooks        | arrêt-court   | Expos de Montréal        |
| Chris Brown         | troisième but | Giants de San Francisco  |
| Chili Davis         | voltigeur     | Giants de San Francisco  |
| Glenn Davis         | premier but   | Astros de Houston        |
| Jody Davis          | receveur      | Cubs de Chicago          |
| Sid Fernandez       | lanceur       | Mets de New York         |
| John Franco         | lanceur       | Reds de Cincinnati       |
| Mike Krukow         | lanceur       | Giants de San Francisco  |
| Dave Parker         | voltigeur     | Reds de Cincinnati       |
| Tony Pena           | receveur      | Pirates de Pittsburgh    |
| Tim Raines          | voltigeur     | Expos de Montréal        |
| Shayne Rawley       | lanceur       | Phillies de Philadelphie |
| Jeff Reardon        | lanceur       | Expos de Montréal        |
| Rick Rhoden         | lanceur       | Pirates de Pittsburgh    |
| Steve Sax           | deuxième but  | Dodgers de Los Angeles   |
| Mike Scott          | lanceur       | Astros de Houston        |
| Dave Smith          | lanceur       | Astros de Houston        |
| Fernando Valenzuela | lanceur       | Dodgers de Los Angeles   |

## Déroulement du match
En deuxième manche, un coup de circuit de deux points de Lou Whitaker aux dépens de Dwight Gooden après deux retraits procure l'avance à l'équipe de la Ligue américaine. Whitaker est précédé au marbre par Dave Winfield, auteur d'un double.
En quatrième manche, Fernando Valenzuela retire sur des prises les trois frappeurs à lui faire face : Don Mattingly, Cal Ripken, Jr. et Jesse Barfield. Il poursuit sa séquence en cinquième en passant Whitaker et Teddy Higuera dans la mitaine, avant de forcer Kirby Puckett à frapper un roulant. 
En septième manche, le frappeur suppléant Frank White frappe un circuit en solo contre Mike Scott, augmentant l'avance de la Ligue américaine à trois points.
À la manche suivante, la Ligue nationale marque ses deux seuls points. Après un double et un mauvais lancer de Charlie Hough, Chris Brown compte le premier point de son équipe sur une balle passée débitée au receveur Rich Gedman. Hubie Brooks, qui avait atteint les sentiers sur cette balle passée après une troisième prise, marque plus tard sur un simple de Steve Sax.
Le lanceur gagnant est Roger Clemens et le perdant Dwight Gooden. Don Aase a obtenu un match sauvegardé.

## Concours de coups de circuit
Le concours de coup de circuit de cette partie des Étoiles impliquait trois frappeurs pour chaque ligue, alors qu'il y en avait eu cinq lors de la première présentation.
| Joueur             | Équipe             | Circuits           |
| Ligue américaine 7 | Ligue américaine 7 | Ligue américaine 7 |
| ------------------ | ------------------ | ------------------ |
| Wally Joyner       | Californie         | 4                  |
| Jesse Barfield     | Toronto            | 2                  |
| Jose Canseco       | Oakland            | 1                  |
| Ligue nationale 8  |                    |                    |
| Darryl Strawberry  | New York           | 4                  |
| Dave Parker        | Cincinnati         | 3                  |
| Hubie Brooks       | Montréal           | 1                  |

Strawberry et Joyner ont été déclarés covainqueurs.